# Mouvement vers le socialisme (Bolivie)
Pour les articles homonymes, voir Mouvement vers le socialisme.
Le Mouvement vers le socialisme-Instrument politique pour la souveraineté des peuples (en espagnol Movimiento al Socialismo-Instrumento Político por la Soberanía de los Pueblos, abrégé en MAS-IPSP ou simplement MAS) est un parti politique bolivien de gauche fondé le 23 juillet 1997 et dirigé par Evo Morales.
Le parti est au pouvoir de manière continue depuis 2006, à l'exception d'un intermède d'une année entre novembre 2019 et novembre 2020.

## Organisation
Le MAS, selon Evo Morales, n'est « pas un parti politique, mais un instrument des mouvements sociaux ». Ainsi sa structure est particulière dans le sens où il rassemble les forces sociales du pays (syndicalistes, mouvements de citoyens, etc). Il comprend des courants sociaux-démocrates, marxistes, ou encore indigénistes. Issu de l’alliance du syndicalisme cocalero et de la gauche partisane bolivienne dans les années 1990, le MAS est décrit comme un gouvernement des mouvements sociaux et instrument politique des organisations sociales par le sociologue Franck Poupeau.

## Histoire
Le MAS-IPSP est né de la fusion de deux mouvements politiques distincts, le Mouvement vers le socialisme (MAS) et l'Instrument politique pour la souveraineté des peuples (IPSP).

### Genèse
À partir des années 1980, la fermeture de plusieurs mines, résultat de la mise en œuvre de politiques néolibérales sous la troisième présidence de Víctor Paz Estenssoro, ainsi que les sécheresses qui frappent l'Altiplano, entraînent la réorientation de travailleurs indigènes, principalement anciens mineurs. Certains s'établissent dans la région du Chapare et débutent la culture de la feuille de coca, pratique qui divise la population. Les préoccupations des cultivateurs de coca (les cocaleros) n'étaient pas à l'avant-plan et un désir de former des alliances afin de mieux faire valoir leurs revendications se faisaient de plus en plus sentir. Des alliances entre les cocaleros et les peuples indigènes de l'orient bolivien se sont formées afin de créer un grand instrument politique « paysan-indigène » qui saurait être en mesure de défendre leurs revendications.

### Organisations préalables
À la suite d'un congrès réunissant diverses associations paysannes, de travailleurs et indigènes, l'Assemblée pour la souveraineté des peuples (Asamblea por la Soberanía de los Pueblos) est créée en 1994 à Santa Cruz avec Alejo Véliz (en) comme principal dirigeant et Evo Morales comme second dirigeant. Celle-ci, constitué comme une fédération d'organisations sociales, connaît cependant des fractures en raison notamment de rivalités parmi les représentants des différentes tendances. Exclu de l'organisation, Evo Morales fonde l'Instrument politique pour la souveraineté des peuples (Instrumento Político para la Soberanía de los Pueblos, IPSP) en 1997.
Bénéficiant notamment du soutien des organisations de cocaleros de sa région, l'IPSP tente de se faire reconnaitre comme organisation politique auprès de la Cour nationale électorale. Un autre parti indigène, le Mouvement indigène Pachakuti, dirigé par Felipe Quispe, a quant à lui été accrédité en quelques mois. Cette manœuvre a été perçue par certains observateurs comme une tentative des autorités électorales de déstabiliser et de créer des dissensions au sein des milieux de gauche et indigènes.

### Fusion du MAS et de l'IPSP
Un parti accrédité mais peu actif, le Mouvement vers le socialisme unzaguiste (Movimiento al Socialismo Unzaguista, MAS-U), propose alors son nom et son sigle à l'IPSP afin qu'il puisse participer aux élections. L'union entre les deux organisations pouvaient sembler surprenante, le MAS-U étant issu d'une faction de la Phalange socialiste bolivienne, un parti de droite, ayant fait scission au cours des années 1980. Bien qu'intéressé par l'offre, Morales ne veut être associé au mouvement phalangiste et désire voir effacée la référence à Oscar Únzaga de la Vega : le MAS-U devient donc simplement le MAS. En 1998 à Cochabamba, il est définitivement décidé de prendre la dénomination, l'acronyme, la couleur et le drapeau du MAS, ceci obligeant les autorités électorales à accepter le changement, car il n'y avait pas demande de nouveau statut juridique.
Aux élections générales de 2002, le parti remporte 11,9 % des voix, 27 sièges sur 130 à la Chambre des députés et 8 sièges sur 27 au Sénat. Lors de l’élection présidentielle de 2002, Evo Morales remporte 20,9 % des voix, ce qui le place en deuxième position après Gonzalo Sánchez de Lozada. Ces résultats ont surpris les partis politiques traditionnels. Evo Morales en a même remercié l'ambassadeur des États-Unis, Manuel Rocha, pour ses interventions : « Chaque intervention de Manuel Rocha contre nous, nous aide à nous développer et à réveiller la conscience du peuple ». L'ambassadeur Manuel Rocha avait en effet averti les Boliviens que s'ils votaient pour Evo Morales, les aides provenant des États-Unis seraient supprimées et que ceux-ci fermeraient leurs marchés avec eux ; mais ces menaces semblent avoir au contraire renforcé la crédibilité du MAS.

### Depuis 2005
Aux élections générales de 2005, Evo Morales est élu à la présidence avec 53,72 % des voix.
Celui-ci est réélu à la présidence lors des élections générales de 2009 (64,22 %), tandis que le MAS obtient six départements sur neuf lors des régionales d'avril 2010, alors qu'il n'en détenait que trois. Lors des élections générales de 2014, le parti remporte toujours la première place, bien que le pourcentage de voix obtenues ait légèrement diminué. Les succès électoraux successifs du Mouvement vers le socialisme ont pour effet de tripler la représentation des femmes à la Chambre des députés entre 2006 et 2015. La Bolivie devient le deuxième pays au monde au taux de représentation des femmes le plus élevé.
Le sociologue Franck Poupeau observe qu'en dépit de ses résultats électoraux, le MAS est confronté à l'opposition violente d'une partie de la Bolivie : « Les bourgeoisies urbaines, les propriétaires terriens de l’Oriente, les secteurs entrepreneuriaux vont bientôt tout faire pour rendre l’exercice du pouvoir impossible ; réclamant le "retour de la démocratie" par les moyens les moins démocratiques, ils vont jusqu’à tenter d’affaiblir le gouvernement et de rompre l’unité du pays avec la revendication des autonomies régionales. » Ces tensions conduisent notamment à une grave crise politique en 2008.
Au cours de la crise de novembre 2019, qui aboutit au renversement du gouvernement, des maisons appartenant à des députés et maires du MAS sont incendiées, et des membres de leurs familles sont enlevés. Des responsables du parti sont ensuite emprisonnés ou contraints à l'exil par le gouvernement intérimaire de Jeanine Áñez (qualifié de putschiste par le MAS).
Le MAS revient cependant au pouvoir lors des élections générales de 2020, où Luis Arce, ancien ministre de l'Économie sous Morales, est élu président de l'État avec 55,10 % des voix.
Aux élections générales de 2025, le MAS enregistre une cuisante défaite. Son candidat au poste de président, Eduardo del Castillo, est éliminé dès le premier tour.

## Résultats électoraux
| Année | Candidat             | 1er tour  | 1er tour | 1er tour  | Chambre  | Sénat   |
| Année | Candidat             | Voix      | %        | Rang      | Sièges   | Sièges  |
| ----- | -------------------- | --------- | -------- | --------- | -------- | ------- |
| 2002  | Evo Morales          | 581 884   | 20,90    | 2e        | 27 / 130 | 8 / 27  |
| 2005  | Evo Morales          | 1 544 374 | 53,70    | Vainqueur | 72 / 130 | 12 / 27 |
| 2009  | Evo Morales          | 2 943 209 | 64,20    | Vainqueur | 88 / 130 | 26 / 36 |
| 2014  | Evo Morales          | 3 173 304 | 61,40    | Vainqueur | 88 / 130 | 25 / 36 |
| 2019  | Evo Morales          | 2 889 359 | 47,08    | Vainqueur | 67 / 130 | 21 / 36 |
| 2020  | Luis Arce            | 3 393 978 | 55,10    | Vainqueur | 75 / 130 | 21 / 36 |
| 2025  | Eduardo del Castillo |           |          |           |          |         |

## Doctrine
Evo Morales a défini son « socialisme » en termes de communautarisme, exposant dans un entretien de 2003 que, dans les « ayllus », les gens vivent dans une communauté, avec des valeurs comme la solidarité et la réciprocité. Quant à la question de l'identité nationale, MAS emprunte son discours à la tradition katariste et au mouvement des peuples indigènes en Bolivie orientale, critiquant l'État-nation moderne comme une construction issue du « colonialisme interne » (rapports ethniques hiérarchisés). Ainsi le mouvement cherche à construire un État plurinational, basé sur les autonomies des peuples indigènes. Dans le programme du MAS, la nation et le peuple sont égaux, tandis que l'oligarchie est décrite comme antinationale.
Cependant, le discours katariste n'était pas une caractéristique du profil idéologique de l'IPSP au moment de sa fondation. L'IPSP, fusionné au MAS, a déferlé comme un mouvement de la paysannerie, parmi les cultivateurs de coca et des colonisateurs. Le discours katariste a été absorbé plus tard, emprunté en grande partie de la rhétorique de Felipe Quispe des luttes de 2000. Cependant, le MAS n'est jamais allé aussi loin pour créer un profil politique exclusivement indigène (tout comme Quispe) et Morales garde l'idée qu'une alliance avec des acteurs non-indigènes et les classes moyennes était une nécessité. Le septième congrès du MAS, s'est tenu en janvier 2009, a approuvé un document intitulé « Le socialisme communautaire pour libérer la Bolivie de l’État colonial » à travers une « révolution culturelle et démocratique » en Bolivie.
Le MAS ne revendique pas idéologies précises et les différents mouvements constitutifs appartiennent à des tendances de pensée légèrement différentes,. Selon l'auteur et économiste, Roberto Laserna, il existe trois principales factions au sein du parti :les indigénistes, les socialistes et les populistes de gauche. Álvaro García Linera situe le MAS au centre gauche, estimant que le but du mouvement est l'établissement d'une forme de « capitalisme des Andes » fondé sur un État fort et l'exploitation des ressources par les Boliviens eux-mêmes plutôt que par les multinationales étrangères. Dans une étude faite par Latinobarómetro en 2002, les électeurs du MAS se sont identifiées à 2.7 sur une échelle entre 0 et 10 (dans laquelle 0 représente l'extrême-gauche et 10 représente l'extrême-droite).